# Eleccions legislatives neerlandeses de 1937
Les eleccions legislatives neerlandeses de 1937 se celebraren el 17 de maig de 1937, per a renovar els 100 membres de la Tweede Kamer. Es forma un govern de coalició presidit per Hendrikus Colijn (ARP), amb catòlics i liberals.

## Resultats
| ← Eleccions legislatives neerlandeses, 1937 → |                                                       |      |      |        |  |
| Partit                                        | Partit                                                | Vots | %    | Escons |  |
|                                               | Partit de l'Estat Catòlic Romà (RKSP)                 |      | 29,8 | 31     |  |
|                                               | Partit Socialdemòcrata dels Treballadors (SDAP)       |      | 21,9 | 23     |  |
|                                               | Partit Antirevolucionari (ARP)                        |      | 16,4 | 17     |  |
|                                               | Unió Cristiana Històrica (CHU)                        |      | 7,5  | 8      |  |
|                                               | Lliga Democràtica per la Llibertat de Pensament (VDB) |      | 5,9  | 6      |  |
|                                               | Moviment Nacional Socialista (NSB)                    |      | 4,2  | 4      |  |
|                                               | Partit d'Estat Liberal (LSP)                          |      | 3,9  | 4      |  |
|                                               | Partit Comunista d'Holanda (CPN)                      |      | 3,4  | 3      |  |
|                                               | Unió Demòcrata Cristiana (CDU)                        |      | 2,1  | 2      |  |
|                                               | Partit Polític Reformat (SGP)                         |      | 1,9  | 2      |  |
| Total                                         | Total                                                 |      | 100  | —      |  |
|                                               |                                                       |      |      |        |  |